# 扎波罗热战役
扎波罗热战役是一场正在进行的军事冲突，开始于2022年2月27日。是2022年俄羅斯入侵烏克蘭中南线赫尔松攻势的一部分。扎波罗热是乌克兰中部第聂伯河沿岸的主要城市。

## 战役
2月26日，俄罗斯第22集团军从克里米亚向北推进，向扎波罗热核电站接近。
2月27日，据报道在扎波罗热南郊发生了一些冲突，未报告有人员伤亡。晚间，俄罗斯军队开始炮击扎波罗热。据报道，扎波罗热以南的瓦西里夫卡市也发生了战斗。
2月28日，俄罗斯国防部宣布占领附近的埃内爾霍達爾市，该市设有发电厂。然而，该市市长否认乌克兰军队已失去对该城市的控制权这一说法。